# Николо-Райское
Николо-Райское — село в Городищенском районе Пензенской области России. Входит в состав Канаевского сельсовета.

## География
Село находится в восточной части Пензенской области, в лесостепной зоне, на правом берегу реки Можаровки, на расстоянии примерно 14 километров (по прямой) к юго-западу от города Городище, административного центра района. Абсолютная высота — 238 метров над уровнем моря.
Климат
Климат характеризуется как континентальный, с холодной зимой и жарким летом. Среднегодовая температура — 3,1 °C. Средняя температура воздуха самого холодного месяца (января) составляет −12,9 °C; самого тёплого месяца (июля) — 19 °C. Годовое количество атмосферных осадков — 673 мм, из которых 415 мм выпадает в период с апреля по октябрь. Снежный покров держится в среднем 146 дней.

## Население
| 1864 | 1897 | 1910 | 1926 | 1930 | 1939 | 1959 |
| ---- | ---- | ---- | ---- | ---- | ---- | ---- |
| 491  | ↗662 | ↘596 | ↗759 | ↗833 | ↘812 | ↘424 |
| 1970 | 1979 | 1989 | 1998 | 2002 | 2010 |      |
| ↘306 | ↘177 | ↘70  | ↘50  | ↘27  | ↗32  |      |

Половой состав
По данным Всероссийской переписи населения 2010 года в гендерной структуре населения мужчины составляли 46,9 %, женщины — соответственно 53,1 %.
Национальный состав
Согласно результатам переписи 2002 года, в национальной структуре населения русские составляли 100 % из 27 чел.

## Достопримечательности
На территории села располагается полуразрушенный храм Казанской иконы Божьей Матери.

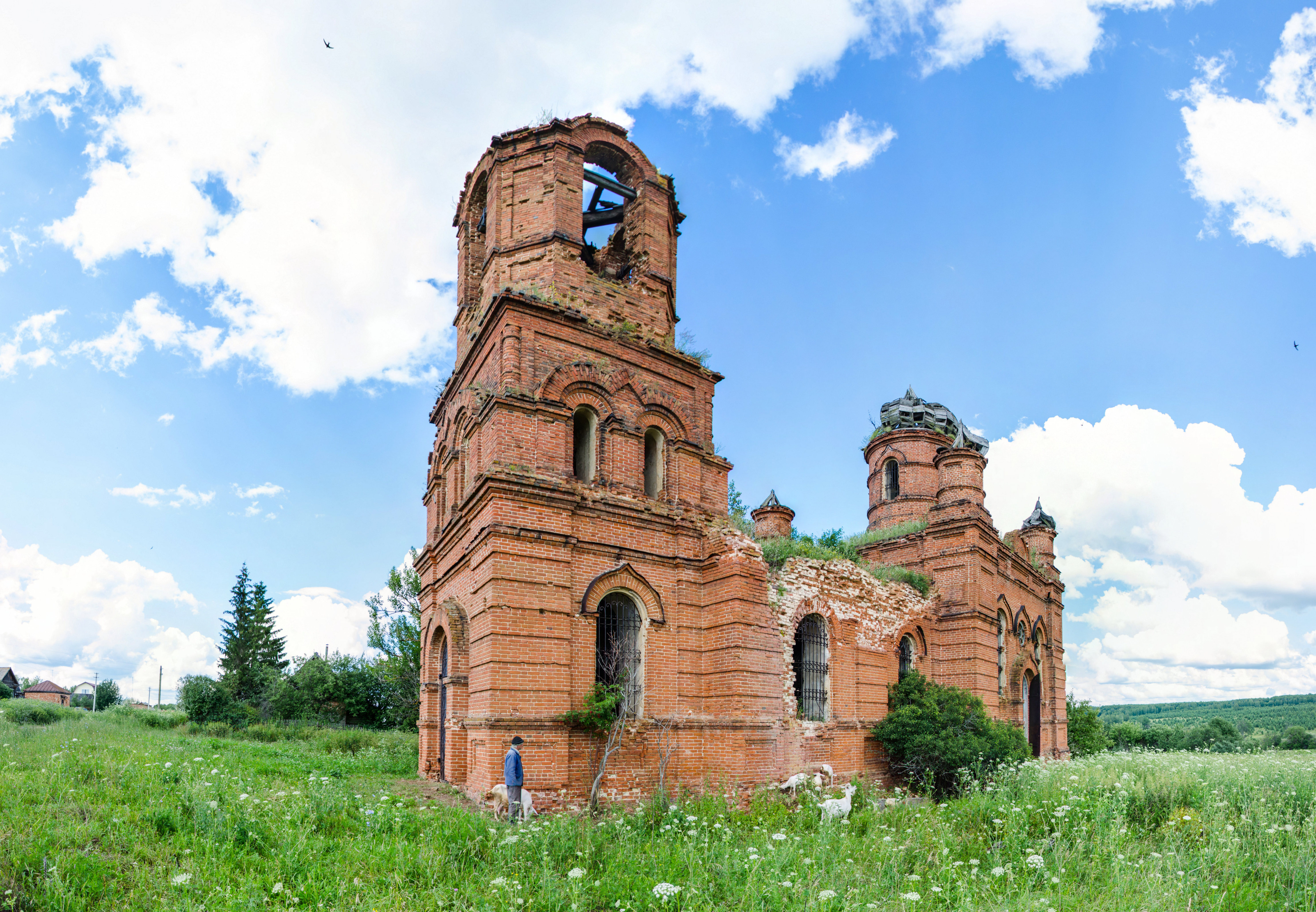